# Nonpareil Dempsey
Jack "Nonpareil" Dempsey (Curran, 15 de dezembro de 1862 - Portland, 1º de novembro de 1895) foi um pugilista irlandês, reconhecido como o primeiro campeão mundial dos pesos-médios.

## Biografia
Jack Dempsey, cujo nome real era John Edward Kelly, ficou conhecido como o "Nonpareil" porque ninguém era capaz de derrotá-lo em um combate de boxe. Em francês, a palavra "Nonpareil" significa inigualável.
Nascido na Irlanda, Dempsey mudou-se para Nova Iorque em 1883, quando começou sua carreira no boxe. Imbatível nos ringues, se tornou o primeiro campeão mundial dos pesos-médios em 1884, quando derrotou George Fulljames, com um nocaute no 22º assalto.
Depois de se tornar campeão, entre 1886 e 1890, Dempsey conseguiu fazer quatro defesas de títulos, tendo vencido todas por nocaute. Porém, apesar dos seus resultados impecáveis, Dempsey não encontrou facilidade em nenhuma dessas quatro lutas. 
Em suas duas primeiras defesas, ambas ocorridas em 1886, Dempsey penou para nocautear o novato Jack Fogarty, no 27º assalto, e depois venceu com um pouco mais de tranquilidade George LaBlanche, com um nocaute técnico no 13º round. A seguir, em 1887, Dempsey pôs seu título em jogo contra Johnny Reagan.
A luta contra Reagan foi particularmente memorável e cruel. Travada sob as antigas regras de London Prize, ambos pugilistas usaram luvas bem finas, em um combate que durou 45 assaltos e terminou com a desistência de Reagan. Dempsey acabou o combate com as canelas em carne viva, devido aos pontapés sofridos pela bota com bico de ferro usada por Reagan.
Dois anos mais tarde, portanto em 1899, Dempsey sofreu seu primeiro grande revés na carreira. Lutando contra George LaBlanche, uma outra vez, Dempsey acabou sofrendo sua primeira derrota. Nocauteado no 32º assalto, Dempsey viu sua invencibilidade cair por terra, apesar de seu título mundial ter sido mantido à salvo, visto que LaBlanche havia pesado a cima do limite para os médios.
Em seguida, em 1890, Dempsey manteve seu título contra Professor McCarthy com uma certa dificuldade, necessitando de 28 assaltos para nocauteá-lo. Então, em sua luta seguinte, já no ano de 1891, Dempsey perdeu seu título para Bob Fitzsimmons.
Após perder seu título, Dempsey fez apenas mais três lutas, sendo que em sua última exibição, ocorrida em 1895, ele foi facilmente superado pelo campeão dos meios-médios Tommy Ryan.  Nocauteado no 3º assalto, Dempsey não era mais o grande campeão de outrora, Dempsey não era mais o "Nonpareil". 
Tristemente, em 1896, aos 33 anos de idade, Dempsey acabou falecendo de tuberculose.
Em 1992, Nonpareil Dempsey foi incluído na galeria dos maiores pugilistas de todos os tempos, que hoje encontram-se imortalizados no International Boxing Hall of Fame.